# Martha Byrne
Mary Martha Byrne (Ridgewood, 23 de dezembro de 1969) é uma atriz, cantora e escritora estadunidense. Ela interpretou o papel de Lily Walsh Snyder na novela As the World Turns de 1985 a 1989, e novamente de 1993 a 2008; bem como, de 2000 a 2003, a irmã gêmea de Lily, Rose D'Angelo. Byrne também apareceu em outros papéis no teatro, na televisão e no cinema, incluindo o papel-título no filme O Enigma de Anna (1983).  Atualmente, ela é produtora executiva da websérie de drama Anacostia, onde desempenhou o papel de Alexis Jordan. Byrne ganhou três prêmios Daytime Emmy por atuação.

## Filmografia
| Ano           | Título                                  | Papel             | Nota(s)                                                   |
| ------------- | --------------------------------------- | ----------------- | --------------------------------------------------------- |
| 1982          | The Eyes of the Amaryllis               | Jenny Reade       |                                                           |
| 1982          | Drop-Out Father                         | Elizabeth McCall  |                                                           |
| 1983          | Anna to the Infinite Power              | Anna Hart         |                                                           |
| 1983          | The Hamptons                            | Miranda           | 1 episódio                                                |
| 1984          | He's Fired, She's Hired                 | Emily Grier       |                                                           |
| 1985          | As the World Turns                      | Lily Walsh Snyder | 1985–1989, 1993–2008                                      |
| 1985          | The Beniker Gang                        | Molly Stamwick    | conhecido como Dear Lola, ou How to Start Your Own Family |
| 1985          | Kate & Allie                            | Carter Lowe       | 1 episódio                                                |
| 1986          | As the World Turns: 30th Anniversary    | Lily              |                                                           |
| 1989          | In the Heat of the Night                | Lizbeth Hagen     |                                                           |
| 1990          | Jake and the Fatman                     | Melanie Wilkerson |                                                           |
| 1990          | The Young Riders                        | Vera Collins      | 2 episódios                                               |
| 1990          | Doogie Howser, M.D.                     | Sasha Larkin      | 1 episódio                                                |
| 1990          | Over My Dead Body                       | Julie Talmadge    | 1 episódio                                                |
| 1991          | Bob Hope & Friends: Making New Memories | ela mesma         |                                                           |
| 1991          | Murder, She Wrote                       | Sarah Lapp        | 1 episódio                                                |
| 1991          | Silk Stalkings                          | Erica Dietz       | 1 episódio                                                |
| 1991          | Pink Lightning                          | Jill              |                                                           |
| 1992          | Parker Lewis Can't Lose                 | Erin              |                                                           |
| 1997          | The Marksmen                            | Alison Wells      |                                                           |
| 1997          | When the Cradle Falls                   | Donna McDermott   |                                                           |
| 2001          | The 28th Annual Daytime Emmy Awards     | Herself           |                                                           |
| 2001          | Mergers & Acquisitions                  | Iowa              |                                                           |
| 2004          | Living It Up! With Ali and Jack         | ela mesma         |                                                           |
| 2006          | SoapTalk                                | ela mesma         |                                                           |
| 2006          | Life After Tomorrow                     | ela mesma         |                                                           |
| 2009          | General Hospital                        | Andrea Floyd      | 17/06–09/09/2009                                          |
| 2011–presente | Anacostia                               | Alexis Jordan     |                                                           |
| 2014          | Crisis                                  | Marie Wirth       | 1 episódio                                                |